# Убийство Раджива Ганди
Убийство Раджива Ганди, индийского политического деятеля, премьер-министра Индии с 1984 по 1989 годы, произошло 21 мая 1991 года.

## Террористический акт
Раджив Ганди погиб во время проведения предвыборной кампании в результате взрыва, осуществлённого смертницей из членов террористической организации «Тигры освобождения Тамил-Илама», в окрестностях города Ченнаи в штате Тамилнад, включая выходцев из соседней Шри-Ланки. В небольшом городке близ административного центра Мадрас (с 1996 года — Ченнаи) одна из женщин протянула политику традиционную корзину из цветочной гирлянды. В момент, когда девушка склонилась перед Ганди в традиционном приветствии, раздался мощный взрыв. Сработала бомба смертницы, прикреплённая к её поясу. На месте в результате теракта погибло 15 человек, включая Раджива Ганди, которому шёл 47-й год.
Семейная чета Ганди всегда считалась надёжным партнёром руководства ЦК КПСС. Кроме официального соболезнования руководства страны, 22 мая 1991 года вдове Раджива Соне Ганди была направлена телеграмма от Михаила и Раисы Горбачёвых. В обращении сказано: «Нас потрясла страшная и зловещая весть об злодейском убийстве».
На церемонию официального прощания с погибшим политиком 24 мая прибыла правительственная делегация СССР во главе с вице-президентом Г. И. Янаевым. После гибели Раджива партия ИНК осталась в руках династии Неру — Ганди. В 1990-х годах во главе партии, несмотря на первоначальный отказ, стала вдова Раджива Соня Ганди, по происхождению итальянка.

## Судебный процесс над организаторами убийства
В 1998 году были осуждены 28 заговорщиков, участвовавших в организации убийства Ганди. Как было установлено, убийство организовала группировка «Тигры освобождения Тамил-Илама». Представители этого движения пытались помешать Ганди вновь стать премьер-министром. В 2002 и 2006 годах «тигры» выражали сожаление в связи с убийством Раджива. В частности, Антон Баласингхам, один из лидеров организации, назвал смерть Ганди «огромной трагедией». Вместе с тем он призвал индийское правительство не держать зла за прошлое и руководствоваться объективными соображениями при оценке ланкийского этнического конфликта. Министр иностранных дел Индии Ананд Шармав от имени правительства заявил, что простить убийство Ганди — «означало бы принять философию насилия и террора». В 2011 году президент Индии Пратибха Патил отказала в помиловании трём членам группировки, приговоренным к смерти ещё в 2000 году и было сообщено, что приговор будет приведен в исполнение. Однако в феврале 2014 года Верховный суд Индии смягчил смертный приговор троим обвиняемым, заменив его пожизненным заключением в связи с тем, что принятие решения по их прошениям о помиловании заняло 11 лет. Позже правительство штата Тамилнад постановило освободить семерых человек, причастных к убийству Ганди, но Верховный суд приостановил это решение, так как в решении штата были обнаружены процессуальные нарушения. Премьер-министр Индии Манмохан Сингх заявил, что освобождение преступников будет противоречить всем принципам справедливости.